# Аморий
Аморий (др.-греч. Ἀμόριον) — византийский город в малоазийской провинции Фригия, давший название Аморейской династии, правившей в 820—867 годах. Это был довольно крупный город, занимавший более 50 гектаров. Город был основан во II веке до н. э.. В 838 году город был захвачен армией халифа аль-Мутасима. После этого город оставался обитаемым ещё некоторое время, пока не был покинут в XI веке. С конца 1980-х годов там ведутся археологические раскопки.

## История
Аморий известен по нумизматическим свидетельствам с примерно 133 года до н. э., когда в городе был основан монетный двор. В источниках город впервые упоминается в правление императора Октавиана Августа. После установления в Римской империи христианства в качестве государственной религии Аморий был центром диоцеза и его епископы упоминаются в числе участников вселенский Эфесского (431 год) и Халкидонского (451 год) соборов. При императоре Зеноне (474—491) были построены укрепления города, после чего значение Амория повысилось, и в VII веке он стал главным городом фемы Анатолик. В 644 году город впервые подвергся нападению арабов, в 668 году он был на непродолжительное время ими захвачен. В виду своей стратегической важности город подвергался осаде также в 646, 666/667, 669/670, 707, 715/716, 779 и 796 годах. В 741—742 годах здесь во время мятежа Артавазда спасался император Константин V. Наивысшей славы Аморий достиг после того, как его уроженец стал императором Византии под именем Михаил II (820—829).
В 838 году город был захвачен после двенадцатидневной осады армией халифа аль-Мутасима. Захваченные и казнённые за отказ от принятия ислама жители города и солдаты гарнизона известны как 42 аморийских мученика. Аморий был разрушен и с тех пор не восстанавливался, но в средневизантийский период на его руинах был основан новый город.
Первым европейцем, посетившим развалины Амория, был английский геолог Уильям Хэмилтон в 1836 году. Он правильно идентифицировал город и оставил о нём краткие заметки.

## Археологические исследования
В 1988—2009 годах в Амории вела раскопки раскопки британская команда археологов, результаты которых регулярно публиковались. В 2013 году их сменили турецкие исследователи.
Развалины города находятся в 12 км от деревни Хирсакёй в округе Эмирдаг ила Афьонкарахисар, Турция, в 168 км к юго-западу от Анкары. Площадь жилой застройки оценивается в 50 га. Город располагался на южной военной дороге, связывавшей Константинополь с восточными границами империи. Город разделялся на расположенную на холме верхнюю часть, и нижнюю, лежащую к югу и востоку от холма. Верхний город занимал площадь около 5 га и, по археологическим данным, был заселён с доисторических времён.
За время раскопок на месте Амория было обнаружено около 650 монет, в том числе ранее неизвестных типов. Эти находки позволили уточнить представления о высокой экономической активности в этой местности, а также непрерывности существования города в византийские тёмные века с середины VII века по начало IX века.